# Roger Ascham

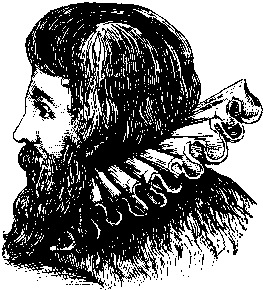
Roger Ascham

Roger Ascham [ˈɹɒd͡ʒə ˈæskəm] (* um 1515 in Kirby Wiske, North Riding of Yorkshire; † 30. Dezember 1568 in London) war ein englischer Pädagoge.

## Leben
Ascham war Kind einer alteingessenen Familie von Freibauern in North Yorkshire. Seine erste Ausbildung erhielt er im Haus eines lokalen Landeigentümers, was in ihm die Liebe zum Lernen und zum Bogenschießen erweckte. Seit 1530 studierte er am St John’s College  in Cambridge, wo er in Sprachen (insbesondere in Griechisch) so gute Leistungen zeigte, dass man ihn bat, die jüngeren Studenten als Tutor zu unterweisen. 1537 erhielt er seinen MA und nahm den Ruf als Dozent der griechischen Sprache an. Damit war sein Weg in die akademische Laufbahn des Lehrens und Forschens gewiesen.
Aschams Gesundheit war bereits früh angeschlagen, was nach einer längeren Krankheit zu Geldproblemen führte, und so musste er 1541 beim Bischof von York die Stelle eines Übersetzers annehmen. Die Reise in den Norden Englands hatte jedoch seine alte Liebe zum Bogenschießen erweckt, was 1545 zum Abschluss seiner Abhandlung Toxophilus führte: ein Text über die praktische Kunst des Bogenschießens und gleichzeitig ein Beweis dafür, dass die Englische Sprache ausgefeilt genug war, um ein solches Thema abzuhandeln. Er widmete sein Werk dem König Heinrich VIII. und stellte es diesem selbst vor. Der war davon so angetan, dass er Ascham eine Rente von 10 Pfund verlieh.
1548 wurde Ascham zunächst zum Lehrer des Prinzen Eduard VI. und kurz darauf der späteren Königin Elisabeth I. bestellt. Nach einem Zerwürfnis mit seinem königlichen Gönner weilte Ascham zwischen 1550 und 1553 als Diplomat am Hofe Kaiser Karls V. in Augsburg. Nach dem Tode Eduards kehrte er nach England zurück und wurde dort eher überraschend zum Sekretär der zum Katholizismus neigenden Königin Maria Tudor bestellt. Die Nachfolgerin, Königin Elisabeth I., versorgte ihren alten Lehrer mit einer Pfründe in York, was ihm die notwendige finanzielle Unabhängigkeit verschaffte, sein Hauptwerk, The Scholemaster, zu verfassen. Das Werk blieb auch aufgrund der schlechten Gesundheit Aschams, bei seinem Tod 1568 unvollendet. Erst seine Frau Margaret konnte es 1570 veröffentlichen.
Der Scholemaster scheint zunächst eine Anleitung für den Lateinunterricht zu sein: a plaine and perfite way of teachying children ... the Latin tong. In seinem Schoolmaster entwarf er jedoch darüber hinaus einen Erziehungskanon in englischer Sprache, welcher in seiner Ganzheitlichkeit fast schon modern anmutet. Ideen dieser Art waren bis dahin in lateinischen und griechischen Texten der Renaissance vergraben und für die Allgemeinheit nicht zu verwenden.
In seinem ganzen wissenschaftlichen Schaffen wandte sich Ascham gegen die herrschenden scholastischen Lehrmethoden und auch immer wieder gegen den allgemeinen Sittenverfall bei Hofe. Er trat für die Ausbildung von Mädchen ein, damals nicht selbstverständlich, und gegen die körperliche Züchtigung an Schulen.
Im Alter von ungefähr 53 Jahren starb Roger Ascham am 30. Dezember 1568 in London.

## Werke
- 1767 – The English works of Roger Ascham. Preceptor to queen Elizabeth. Enthält: The life of Roger Ascham; A report of the affairs of Germany, and the Emperor Charles's court; Toxophilus, or the school of shooting; The schoolmaster, or perfect way of bringing up youth, illustrated by the late learned Mr. Upton; Letters to Queen Elizabeth and others, now first published from the manuscripts
- The schoolmaster. Folcroft, Pa.: Folcroft Libr. Ed., 1976. <Repr. d. Ausg. London 1570>.
- Toxophilus (1545), Tempe, Ariz.: Arizona Center for Medieval and Renaissance Studies, 2002. ISBN 0-86698-286-8.